# 슬레이어 (1998년 영화)
《슬레이어》(영어: Vampires 혹은 영어: John Carpenter's Vampires)는 미국에서 제작된 존 카펜터 감독의 1998년 네오웨스턴 액션 공포 영화이다. 제임스 우즈 등이 출연하였고, 샌디 킹 등이 제작에 참여하였다. 존 스테이클리가 2002년에 펴낸 소설 "Vampire$"가 원작이다.

## 줄거리
잭 크로가 이끄는 흡혈귀 사냥 용병단 “팀 크로”는 바티칸의 후원을 받고 있어 흡혈귀들을 덮치기 전에 신부에게서 축복을 받는다. 대낮에 흡혈귀 거처의 문을 따고 쇠줄이 매달린 화살촉을 작살처럼 써서 흡혈귀에게 명중시킨 뒤 자동 권양기로 흡혈귀를 집 밖으로 끌어내 햇볕에 타 죽게 만드는 게 이들의 방식이다.
팀 크로는 어느 날 한 흡혈귀 은거지를 소탕한 뒤 흡혈귀 얀 발레크에게서 공격을 받고, 잭, 오른팔 토니, 발레크에게 물린 창녀 카트리나만이 살아남는다. 토니가 뒤에 남아 카트리나와 숙박하는 동안 잭은 알바 추기경을 만나 보고한다. 알바 추기경은 발레크가 가톨릭교회에 반란을 일으켰던 사제로, 화형에 처해졌지만 이후 최초의 마스터 흡혈귀로 거듭났다고 말한다. 알바 추기경은 애덤 기토 신부를 잭과 억지로 한 팀으로 짝지어 준다. 한편 카트리나는 자살 충동에 시달리다가 토니를 물어 버리고, 토니는 이 사실을 잭에게 숨긴다.
기토가 뭔가 숨기고 있다고 느낀 잭은 미국 남서부 지역에 1800년대부터 흡혈귀 출몰 기록이 남아있는 곳들이 지도상에서 소용돌이 무늬를 이루고 있으며, 이는 이들이 뭔가를 찾고 있다는 흔적이라고 설명한다. 또한 흡혈귀에게 물린 아버지가 어머니를 죽인 뒤 자신까지 죽이려고 해서 살해해야 했던 과거사를 풀어 놓으며 기토를 압박한다. 기토는 발레크가 14세기 프라하 신부였으나 악마에 사로잡혀 이교로 전향했고 본인이 구마당할 때 쓰였던 고대 성유물 “베지에의 검은 십자가”를 찾고 있다고 고백한다. 이후 이 십자가는 스페인 선교단에 의해 유럽에서 신세계인 미국으로 이동된 후 심지어 바티칸에조차 존재와 행방이 비밀에 부쳐졌다는 것이다.
발레크와 의식이 연결된 카트리나 덕분에 잭, 기토, 토니는 발레크를 원로로 따르는 마스터 흡혈귀 7명이 텍사스 사막의 스페인 수도원을 포위하고 십자가를 수호하던 수사들을 전부 살해한 뒤 제단에 있던 십자가를 손에 넣었음을 알게 된다. 기토는 발레크에게 행해진 역구마는 중간에 끊겼는데, 이제 발레크는 그의 힘에는 미치지 못하는 다른 마스터 흡혈귀들의 보조를 받아 의식을 완성해 대낮에도 활보하는 무적이 될 심산이라고 말한다. 이들은 인근의 버려진 마을에서 새로 흡혈귀가 된 발레크 부하들을 처리하지만 해가 지자 발레크가 나타나 이들을 제압한다. 발레크에게 맞고 의식을 잃은 잭은 묶이고, 기토는 근처 상점에서 웅크려 숨고, 토니는 도망치지만 조수석에 탄 카트리나에게 다시 심하게 물려 버린다.
평생 기적을 본 적이 없어 신앙에 의구심을 품었고 죽음이 두려워져 발레크에게 물려 영생을 얻고 싶어진 알바 추리경이 발레크와 한편을 먹었음이 드러난다. 알바가 역구마를 완성하려면 흡혈귀 박멸 용사, 즉 잭을 십자가에 매달고 피를 받아 내어 발라크에게 뿌리고 먹인 뒤 새 해가 뜨기 전에 잭을 화형시키고 주문과 축복을 내려야 한다. 그러나 기토가 숨어 있던 상점의 지붕 위로 올라가 상점에서 발견했던 산탄총으로 알바의 가슴을 맞춘다. 발레크가 기토에게 의식을 마저 마치라고 하자 기토는 차라리 죽겠다며 관자놀이에 총구를 겨눈다. 이때 토니가 나타나 잭이 묶여 있는 십자가에 화살을 맞추고 차로 끌어낸 뒤 총으로 흡혈귀들을 사냥하기 시작한다.
마침 해가 떠오르고, 잭은 차고에 숨은 발레크를 쫓아가 배에 검은 십자가를 꽂은 뒤 지붕을 터서 발레크의 몸을 햇볕에 노출시켜 타오르게 만든다. 잭은 카트리나, 그리고 곧 완전한 흡혈귀가 될 토니를 죽여야 한다는 것을 알지만 지난 이틀간 충직하게 곁을 지키며 공로를 세운 점을 참작해 이틀의 말미를 준 뒤 죽이기로 하고 토니와 카트리나를 일단 떠나 보낸다. 잭과 기토는 나머지 흡혈귀들을 마저 죽이기 위해 걸음을 옮긴다.

## 출연진
- 제임스 우즈 - 잭 크로 역
- 대니얼 볼드윈 - 토니 몬토야 역
- 셰릴 리 - 카트리나 역
- 팀 기니 - 애덤 “파드레이” 기토 신부 역
- 토머스 이언 그리피스 - 얀 발레크 역
- 막시밀리안 셸 - 알바 추기경 역
- 마크 분 주니어 - 캐틀린 역
- 그레고리 시에라 - 지어바니 신부 역
- 케리히로유키 다가와 - 데이비드 데요 역
- 헨리 킨지 - 앤서니 역
- 채드 스타헬스키 - 남자 마스터 흡혈귀 역
- 마진 홀든 - 여자 마스터 흡혈귀 역

## 기타 제작진
- 공동 제작: 돈 저코비
- 배역: 루번 캐넌, 에디 던롭
- 미술: 토머스 A. 월시
- 의상: 로빈 미셸 부시
- 특수 효과: 로버트 커츠먼, 그레그 니커테로, 하워드 버거

## 우리말 녹음
SBS 성우진 (2000년 8월 4일)
- 윤기황 - 잭 크로 (제임스 우즈)
- 권혁수 - 몬토야 (대니얼 볼드윈)
- 차명화 - 카트리나 (셰릴 리)
- 김준 - 발레크 (토머스 이언 그리피스)
- 이우신 - 애덤 신부 (팀 기니)
- 조동희 - 알바 추기경 (막시밀리안 셸)
- 한상혁
- 김혜경
- 이재정
- 박수옥
- 박형욱
- 윤복성